# Рекурсивний акронім
Рекурсивний акронім —  акронім (іноді бекронім), який прямо або опосердковано посилається сам на себе. 

## Історія
В середовищі розробників ПЗ стало традиційним обирати акроніми та абревіатури, котрі прямо або побічно посилаються на себе. Одним з найбільш ранніх прикладів є реалізація редактора TECO під назвою TINT (англ. «TINT Is Not TECO» — «TINT — це не TECO»), що з'явилася в 1977 чи 1978 роках. Сам термін «рекурсивний акронім» вперше з'явився у 1979 році в книзі Дугласа Хофштадтера «Гедель, Ешер, Бах», в якій згадується (і в подальшому тексті книги прямо позначається як рекурсивний акронім) GOD, що означає GOD Over Djinn.

## Відомі приклади
- ALT (англ. «ALT Linux Team» — «Команда ALT Linux»)
- Beaver (англ. «Beaver's an Early AdVanced EditoR» — «Beaver — ранній розширений редактор»)
- Gambas (англ. «Gambas Almost Means BASic» — «Gambas майже Basic»)
- GNU (англ. «GNU’s Not UNIX» — «GNU — це не UNIX»)
- JACK (англ. «JACK Audio Connection Kit» — «Набір для під'єднання аудіо Джек»)
- LAME (англ. «LAME Ain't an MP3 Encoder» — «LAME — це не кодер mp3»)
- LiVES (англ. «LiVES is a Video Editing System» — «LiVES — система редагування відео»)
- NAGIOS (англ. «NAGIOS Ain't Gonna Insist On Sainthood» — «Nagios не збирається наполягати на святості»)
- Miyagi (англ. «Miyagi Is Yet Another Graphical user Interface» — «Miyagi — ще один GUI»)
- PHP (англ. «PHP: Hypertext Preprocessor» — «PHP: Препроцесор гіпертексту»)[1]
- PINE (англ. «PINE Is Not Elm» — «Pine це не Elm»)
- PNG (англ. «PNG’s Not GIF» — «PNG — не GIF» (неофіційна назва).
- RPM (англ. «RPM Package Manager» — «RPM — менеджер пакетів»)
- XNA (англ. «XNA's Not Acronymed» — «XNA — не акронімується»)
- YAML (англ. «YAML Ain't Markup Language» — «YAML — не мова розмітки»)
- WINE (англ. «WINE Is Not Emulator» — «WINE — це не емулятор»)

Нетехнічний акронім:
- VISA (англ. «Visa International Service Association»).

## Побічна рекурсія
Існує також акронім, що містить побічну рекурсію: Hurd.
Hurd - це англ. «Hird of Unix-Replacing-Daemons» — «Hird демонів, що заступають Unix». А Hird, в свою чергу, перекладається як: англ. «Hurd of Interfaces Representing Depth» — «Hurd інтерфейсів, що представляють глибину».